# マリスカル・スクレ国際空港 (1960年)
（旧）マリスカル・スクレ国際空港（スペイン語：Aeropuerto Internacional Mariscal Sucre、英語：Mariscal Sucre International Airport）は、エクアドルの首都、キトにあった国際空港。エクアドル独立の貢献者で、初代ボリビア大統領であるアントニオ・ホセ・デ・スクレにちなんで名付けられた。
1960年に開港し、半世紀余り使用されたが、標高2,800メートルの高所にある割に滑走路が短くオーバーラン事故が何度か起きている（#事故・インシデントを参照）こと、エクアドルの首都キトの空の玄関口であるにもかかわらず市内中心部にあって周辺の開発が進んでいるため拡張の余地がないことなどから2013年2月19日に閉鎖され、18km東に新設された空港（「新キト国際空港」と呼ばれていた）が同じマリスカル・スクレ国際空港の名称で翌2月20日に新たに開港した。当空港の跡地はキト市内最大の都市公園、ビセンテナリオ公園として整備された。

## 就航していた路線
| 航空会社               | 就航地                                                                                         | ターミナル |
| ---------------------- | ---------------------------------------------------------------------------------------------- | ---------- |
| AeroGal                | Baltra、ボゴタ、Cuenca、グアヤキル、マンタ、ニューヨーク（JFK）、サン・クリストバル            | D、I       |
| AeroRepública          | ボゴタ                                                                                         | I          |
| アメリカン航空         | マイアミ                                                                                       | I          |
| アビアンカ航空         | ボゴタ                                                                                         | I          |
| コンチネンタル航空     | ヒューストン                                                                                   | I          |
| コパ航空               | パナマ                                                                                         | I          |
| デルタ航空             | アトランタ                                                                                     | I          |
| イベリア航空           | マドリード                                                                                     | I          |
| Icaro                  | Coca、Cuenca、エスメラルダス、グアヤキル、マンタ                                               | D          |
| KLMオランダ航空        | アムステルダム、ボネール                                                                       | I          |
| Lacsa                  | サン・ホセ                                                                                     | I          |
| LAN Ecuador            | ブエノスアイレス、Cuenca、グアヤキル、マドリード、マイアミ、Santiago de Chile                  | D、I       |
| ラン・ペルー航空       | Cali、リマ、Medellín-Córdova                                                                   | I          |
| SAEREO                 | グアヤキル、Loja、Macas                                                                        | D          |
| Santa Barbara Airlines | カラカス、マドリード                                                                           | I          |
| TACA Peru              | リマ、Medellín-Córdova                                                                         | I          |
| TAME航空               | Baltra、Coca、Cuenca、エスメラルダス、グアヤキル、Lago Agrio、Loja Machala、サン・クリストバル | D          |
| VIP                    | Coca、グアヤキル、Nueva Loja、Salinas                                                          | D          |

## 事故・インシデント
- 1960年11月7日: AREAエクアドルのフェアチャイルド FH-227がアプローチ中にキト南方16キロの山中に墜落、乗員乗客37名が死亡した。
- 1980年1月27日: アビアンカ航空のボーイング727が着陸速度超過のため滑走路をオーバーランしてノーズギアを破損したが、怪我人はなかった。
- 1982年4月29日: エクアドル空軍のロッキード C-130がアプローチに失敗してキト近郊の山に墜落、乗員7名が死亡した。
- 1984年9月18日: AECAのダグラス DC-8-55Fが離陸後の高度確保に失敗、滑走路の460メートル先にある住宅地に突っ込んで墜落した。25軒の民家が破壊され、乗員4名のほか住人ら49名が死亡した。
- 1988年6月3日: エクアドル空軍司令官およびイスラエル空軍の高級将校が搭乗したエクアドル空軍のノースアメリカン セイバーライナー40Aがキト市内に墜落し、乗員11名が全員死亡した[2]。
- 1992年12月10日: エクアドル空軍のノースアメリカン セイバーライナー60が空港の南3キロにある建設中の10階建てビルに接触して住宅地に墜落。乗員10名と地上の3名が犠牲となった。
- 1995年5月3日: アメリカンジェットのガルフストリーム IIのパイロットが、夜間の着陸の際にVORの周波数設定を誤ったことから空港より19キロメートル南方を飛行し、標高4,900メートルのシンコンラグア山に激突した。乗員乗客7名は全員死亡したが、乗客はアルゼンチンのカルロス・メネム政権でYPFの民営化を率いたホセ・エステンソロなど石油業界の重鎮たちであった[3][4][5]。
- 1996年5月1日: フライ・リンハス・アエレアスのボーイング727-200が降雨のため離陸中止したが滑走路をオーバーランしてその先にある道路を横切った。SCコリンチャンス・パウリスタの選手を含む満員の乗客を乗せていたが、怪我人は出なかった。
- 1998年8月29日: クバーナ航空のツポレフTu-154Mが滑走路をオーバーランし、乗員14名のほか乗客77名中56名と地上に居合わせた10名が犠牲となった[6]。
- 2003年1月17日: 滑走中のタイヤ破裂のため離陸中止したTAME航空のフォッカー F28 Mk4000が滑走路を逸脱、滑走路端から81メートル行き過ぎて停止した。ノーズギアが破損したが、怪我人はなかった。
- 2005年4月20日: ルシオ・グティエレス大統領に抗議する民衆が車両を滑走路に乗り入れたため、数時間にわたって空港が閉鎖された。これは、直前に議会で罷免された同大統領がエクアドル空軍のビーチクラフト スーパーキングエアで国外に脱出するのを阻止するためであった[7]。
- 2007年11月9日: イベリア航空6463便（エアバスA340-600）が着陸時に降着装置のタイヤが破裂し、滑走路からオーバーランした。機体は左に傾いて損傷し、左翼の2基のエンジンが地面に接触した。乗客・乗員333人は全員脱出し、重傷者はなかった。機体は修理困難と判断されて解体処分となった。
- 2008年9月23日: イカロ航空のフォッカー F28 Mk4000が滑走路を逸脱した。乗客62名に怪我はなかったが、機体は登録抹消となった。
- 2009年3月19日: エクアドル空軍のビーチクラフト キングエアB200がアプローチ途中にグアプロ地区の建物に墜落、乗員5名と地上にいた市民2名が犠牲となった。
- 2009年10月27日: エクアドル空軍のHAL ドゥルーブヘリコプターが僚機2機との編隊で展示飛行中に墜落したが、パイロット2名はいずれもかすり傷であった[8]。
- 2011年9月16日: ロハ発のTAME航空148便（乗員6名、乗客97名）が滑走路を逸走し、一部の乗客が軽い打撲を受けたものの死者はなかった[9][10]。この事故で空港は3時間半ほど閉鎖された。
- 2012年11月29日: 豪雨の中で着陸したコパ航空のボーイング737-800の主脚が、着陸滑走中に舗装路から3フィートほど外に逸走したが怪我人はなかった[11]